# Duje Krstulović
Duje Krstulović je hrvatski košarkaš, bivši jugoslavenski reprezentativac.
Igrao je na položaju krilnog centra (power forward).
Igrao je '70-ih i početkom '80-ih. Poznat je što su on i suigrač Zoran Grašo dali nadimke suigračima.
Krajem '70-tih sudjelovao je u ljetnom trening kampu Phoenix Suns-a.

## Igračka karijera

### Klupska karijera
U karijeri je igrao za "Jugoplastiku".